# Слободан Глигоријевић
Слободан Глигоријевић Ајга (Крушевац, 20. новембар 1920 — Београд, април 1999) био је учесник Народноослободилачке борбе и друштвено политички радник СР Србије и СФР Југославије.

## Биографија
Рођен је 20. новембра 1920. у Крушевцу.
Учесник је Народноослободилачког рата од 1941, а исте године је постао и члан Комунистичке партије Југославије (КПЈ). После ослобођења Југославије био је начелник Одељења за просвету Окружног Народноослободилачког одбора Крушевца. Завршио је Економски факултет у Београду, на коме је докторирао.
Био је наставник Више партијске школе „Ђуро Ђаковић” и политички радник у Централном комитету Савеза комуниста Србије. Био је уредник Радио Београда од 1955, саветник у Републичком заводу за привредно планирање, професор и директор Више школе политичких наука у Београду. Потом, генерални директор Народне банке Југославије за Србију од 1963, посланик Привредног већа Савезне скупштине од 1965. године.
Од новембра 1966. био је члан Председништва Савезне конферецније Социјалитичког савеза радног народа Југославије (ССРН). Од децембра 1971. до маја 1974. био је члан Извршног већа Скупштине СР Србије, а маја 1974. изабран је за потпредседника Скупштине СР Србије. Децембра 1975. постао је члан Савезног извршног већа (СИВ), а на ову функцију поново је биран маја 1978. године. Од 1982. био је председник Одбора за кредитно монетарни систем Скупштине СФРЈ, а од маја 1984. до маја 1986. председник Скупштине СР Србије. Након тога био је делегат у Савезном већу Скупштине СФРЈ, а за председника Скупштине СФРЈ изабран је 15. маја 1989. године. На овој функцији нашао се у тренутку кулминације југословенске кризе и избијања рата у Хрватској. Функцију је обављао до 11. јуна 1992. када је конституисана Савезна скупштина СР Југославије, након чега је отишао у пензију.
Носилац је Партизанске споменице 1941. и других југословенских одликовања, међу којима је Орден рада са црвеном заставом.
У току Народноослободилачког рата његов млађи брат Тихомир Дика Глигоријевић (1925—1943) ученик гимназије и борац Јастребачког партизанског одреда, заробљен је од стране окупатора 1942. и крајем исте године одведен у логор Бањица, a стрељан је 25. маја 1943. на стрелишту Јајинцима.